# Mike Holovak
Michael Joseph Holovak (Lansford, 19 settembre 1919 – Ruskin, 27 gennaio 2008) è stato un giocatore di football americano e allenatore di football americano statunitense nella National Football League (NFL).

## Carriera
Holovak fu scelto come quinto assoluto nel Draft NFL 1943 dai Cleveland Rams. Dopo avere servito nella Marina durante la Seconda guerra mondiale, giocò nella National Football League coi Rams, trasferitisi nel frattempo a Los Angeles, nel 1946, e con i Chicago Bears nel 1947 e 1948. In seguito divenne l'allenatore della squadra di football della sua alma mater, il Boston College, dal 1951 al 1959, terminando con un record di 49–29–3. Nel 1960, si unì ai Boston Patriots della American Football League come assistente allenatore di Lou Saban. Prese il suo posto quando fu licenziato a metà della stagione 1961, conservandolo fino al 1968. Nel 1976, per una partita fu il capo-allenatore dei New York Jets. Fu anche il general manager degli Houston Oilers dal 1989 al 1993. Nel 1985 fu inserito nella College Football Hall of Fame per i suoi meriti come giocatore.

## Palmarès
- First-team All-American - 1942
- College Football Hall of Fame